# Novy Svet (Band)
Novy Svet (tschechisch Nový Svět auf Deutsch: Neue Welt) ist eine Musikgruppe aus Wien, die 1997 von Jürgen Weber und Frl. Tost gegründet wurde. Vorher machten beide Bandmitglieder bereits zusammen Musik. Novy Svet präsentieren eine ungewöhnliche Mischung aus Folk, Minimal Elektronik, Industrial, Free Jazz, Krautrock und Noise. Selbst bezeichnet Novy Svet den Stil als „Combat Folk“. Die Texte sind in der Regel Italienisch oder Spanisch. Es gibt aber auch Lieder, die auf Englisch, Pseudo-Esperanto, Französisch oder Deutsch gesungen werden.
Novy Svet war die zweite Gruppe, die auf dem Hau Ruck!-Label von Albin Julius, von Der Blutharsch, vertrieben wurde. Mittlerweile gründeten Novy Svet ein eigenes Label mit dem Namen Nekofutschata.
Auch treten die Bandmitglieder einzeln bei anderen Bands oder Samplern auf, so wie Frl. Tost auf dem Extreme Music From Women-Sampler, der von Whitehouse/Susan Lawly vertrieben wird.
Frl. Tost und Jürgen Weber sind mittlerweile auch Mitglieder bei Mushroom's Patience und arbeiten häufig mit Der Bekannte Postindustrielle Trompeter (ebenfalls Mitglied bei Mushroom's Patience) und Ô Paradis zusammen.

## Diskografie
- 2005: Nachtfang mit His Divine Grace
- 2005: Destello de Estrellas en la Frente mit Ô Paradis
- 2005: Siderant - A Beat Monkey Meditation
- 2004: La-Bas(s) Communion
- 2003: envenenado-ep
- 2003: terror
- 2003: fin.finito.infinito
- 2002: venezia
- 2002: bulli e pupe
- 2002: the flies in dreams and reality
- 2002: Musik für den Film Der Wald
- 2002: nuevo babylon
- 2001: chappaqua
- 2000: aspiral III
- 2000: cuori di petrolio
- 1999: wien 1.999
- 1999: Musik für den Kurzfilm madonna lights
- 1999: faccia a faccia
- 1999: ! feliz navidad !
- 1998: Musik für den Kurzfilm adropa belladonna
- 1998: rumorarmonio
- 1998: ! feliz navidad ! / gracias jesus